# Ömer Lutfi Akad
Ömer Lutfi Akad (ur. 2 września 1916 w Stambule, zm. 19 listopada 2011 tamże) – turecki reżyser filmowy. 
Ömer Lutfi Akad reżyserował filmy w latach 1948-1974. W 1949 roku zadebiutował jako reżyser filmem Vurun Kahpeye (Zabijcie rozpustnicę), adaptacją książki Halide Edip Adıvar o tym samym tytule. 
Reżyser zmarł 19 listopada 2011 r. w Stambule w wieku 95 lat.

## Filmografia
- Vurun Kahpeye 1948
- Lüküs Hayat 1950
- Tahir ile Zühre 1951
- Arzu ile Kamber 1951
- Kanun Namına 1952
- İngiliz Kemal 1952
- Alti Ölü Var 1953
- Katil 1953
- Çalsın Sazlar Oynasın Kizlar 1953
- Bułgarów Sadik 1954
- Vahşi Bir Kiz Sevdim 1954
- Kardeş Kurşunu 1954
- Görünmeyen Adam İstanbul'da 1954
- Meçhul Kadin 1955
- Kalbimin Şarkısı 1955
- Ak Altin 1956
- Kara Talih 1957
- Meyhanecinin Kizi 1957
- Zümrüt 1958
- Ana Kucağı 1958
- Rıhtımı Yalnızlar 1959
- Cilalı ibo'nun Çilesi 1959
- Yangın Var 1959
- DISI Kurt 1960
- Sessiz Harp 1961
- UC Tekerlekli Bisiklet 1962
- Tanrı'nın Bağışı Orman 1964
- Sirat Köprüsü 1966
- Hudutların Kanunu 1966
- Kızılırmak Karakoyun 1967
- Ana 1967
- Kurbanlık Katil 1967
- Vesikalı Yarim 1968
- Kader Boyle İstedi 1968
- Seninle Ölmek İstiyorum 1969
- Bir Teselli Ver 1971
- Kadar Mahşere 1971
- Vahşi Cicek 1971
- Yaralı Kurt 1972
- Gokce Cicek 1973
- Gelin 1973
- Düğün 1974
- Diyet 1975
- ESiR Hayat 1974